# Yasmina Khadra
Pour les articles homonymes, voir Khadra (homonymie).
Mohammed Moulessehoul (en arabe : محمّد مولسهول), dit Yasmina Khadra (en arabe : ياسمينة خضراء), né le 10 janvier 1955 à Kenadsa dans l'actuelle wilaya de Béchar (Sahara algérien), est un écrivain algérien.

## Biographie

### Carrière militaire
Mohammed Moulessehoul est né à Kenadsa (actuelle wilaya de Béchar) le 10 janvier 1955. Son père, officier de l'ALN, est blessé en 1958. En 1964, il envoie Mohammed (alors âgé de neuf ans) à l'école des cadets de la Révolution d'El Mechouar à Tlemcen afin de le former au grade d'officier. À 23 ans, il sort sous-lieutenant de l'Académie militaire de Cherchell, avant de servir comme officier dans l'armée algérienne pendant vingt-cinq ans. Durant la guerre civile algérienne, dans les années 1990, il est l'un des principaux responsables de la lutte contre l'AIS puis le GIA, en particulier en Oranie. Il atteint le grade de commandant,.
Il fait valoir ses droits à la retraite et quitte l'armée algérienne en 2000 pour se consacrer à l'écriture.

### Carrière littéraire
À 18 ans, Mohammed Moulessehoul finit son premier recueil de nouvelles qui est publié onze ans après, en 1984. Il publie trois recueils de nouvelles et trois romans sous son propre nom de 1984 à 1989 et obtient plusieurs prix littéraires, parmi lesquels celui du Fonds international pour la promotion de la culture (de l'UNESCO) en 1993. Pour échapper au Comité de censure militaire, institué en 1988, il opte pour la clandestinité et publie son roman Le Dingue au bistouri (éditions Laphomic-Alger 1989), le premier dans la série des « Commissaire Llob ». Il écrit pendant onze ans sous différents pseudonymes et collabore à plusieurs journaux algériens et étrangers pour défendre les écrivains algériens. En 1997 paraît en France, chez l'éditeur parisien Baleine, Morituri qui le révèle au grand public, sous le pseudonyme Yasmina Khadra.

Il opte définitivement pour ce pseudonyme, qui sont les deux prénoms de son épouse, laquelle en porte un troisième, Amel en hommage à Amel Eldjazaïri, petite-fille de l'émir Abdelkader. En réalité, sa femme s'appelle Yamina et c'est son éditeur qui a rajouté un « s », pensant corriger une erreur. Mohammed Moulessehoul explique ce choix : 

« Mon épouse m'a soutenu et m'a permis de surmonter toutes les épreuves qui ont jalonné ma vie. En portant ses prénoms comme des lauriers, c'est ma façon de lui rester redevable. Sans elle, j'aurais abandonné. C'est elle qui m'a donné le courage de transgresser les interdits. Lorsque je lui ai parlé de la censure militaire, elle s'est portée volontaire pour signer à ma place mes contrats d'édition et m'a dit cette phrase qui restera biblique pour moi : “Tu m'as donné ton nom pour la vie. Je te donne le mien pour la postérité”. »

Dans un monde aussi conservateur que le monde arabo-musulman, porter un pseudonyme féminin, pour un homme, est une véritable révolution. Yasmina Khadra n'est pas seulement un nom de romancier, il est aussi un engagement indéfectible pour l'émancipation de la femme musulmane. Il dit à ce propos : 

« Le malheur déploie sa patrie là où la femme est bafouée. »

En 2000, il part au Mexique avec sa femme et leurs enfants pour s'installer par la suite en France en 2001. Cette même année, il révèle sa véritable identité avec la parution de son roman autobiographique L'Écrivain. À cette époque, ses romans ont déjà touché un grand nombre de lecteurs et de critiques.

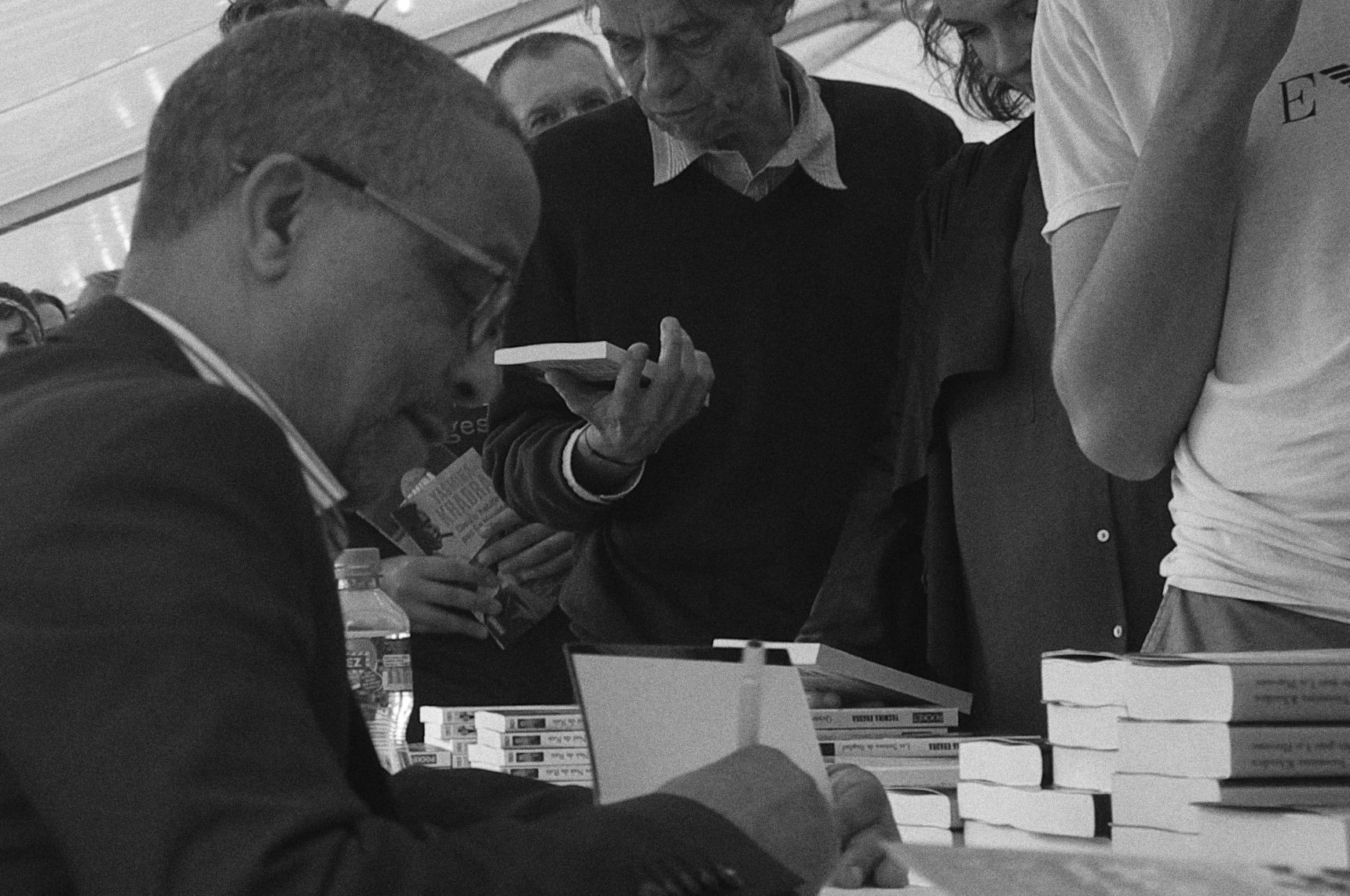
Séance de dédicaces au Livre sur les quais à Morges (Suisse) en 2018.

Il acquiert sa renommée internationale avec les romans noirs du commissaire Brahim Llob : Morituri, adapté au cinéma en 2007 par Okacha Touita, Double Blanc et L'Automne des chimères. Llob est un incorruptible, dans un Alger dévoré par le fanatisme et les luttes de pouvoir. Son Algérie saigne à plaies ouvertes et cela révolte le commissaire. Llob n'hésite donc pas à prendre le risque de fouiner dans les hautes sphères de la société, ce qui lui vaut bien vite la sympathie du lecteur. Cette série s'enrichit en 2004 d'un autre roman, La Part du mort.
Yasmina Khadra illustre également « le dialogue de sourds qui oppose l'Orient et l'Occident » avec les trois romans: Les Hirondelles de Kaboul, qui raconte l'histoire de deux couples afghans sous le régime des Talibans ; L'Attentat, roman dans lequel un médecin arabe, Amin, intégré en Israël, recherche la vérité sur sa femme kamikaze ; Les Sirènes de Bagdad relate le désarroi d'un jeune bédouin irakien poussé à bout par l'accumulation de bavures commises par les troupes américaines.
Yasmina Khadra a touché plusieurs millions de lecteurs dans le monde. Adaptés au cinéma, au théâtre, en bande dessinée, en chorégraphie, ses romans sont traduits en 53 langues et édités dans 56 pays dont l'Albanie, l'Algérie, l'Allemagne, l'Autriche, l'Arménie, le Bangladesh, le Brésil, la Bulgarie, la Chine continentale, la Corée du sud, la Croatie, le Danemark, les Émirats arabes unis, l'Estonie, les États-Unis, la Finlande, la Grande-Bretagne, la Grèce, l'Espagne (castillan et catalan), la Hongrie, l'Inde, l'Indonésie, l'Iran, l'Islande, l'Italie, Israël, le Japon, le Kirghizistan, le Liban, la Lituanie, la Macédoine du Nord, le Mexique, la Norvège, les Pays-Bas, la Pologne, le Portugal, le Pakistan (en ourdou), la Roumanie, la Russie, la Serbie, la Slovénie, la Suède, la Suisse, Taïwan, la République tchèque, la Turquie et le Vietnam.
En 2010, Yasmina Khadra dirige une collection sur le Maghreb chez l’éditeur de polars Après la lune.
En 2013, il fait son entrée dans le dictionnaire (Le Petit Robert des noms propres),.
En 2015, il publie La Dernière Nuit du Raïs, où le narrateur est l'ancien dictateur libyen Kadhafi,,.
En 2016, il co-scénarise le film du cinéaste Rachid Bouchareb, La Route d'Istanbul, sélectionné au festival du film africain de Khouribga et publie Dieu n'habite pas La Havane. La qualité littéraire de ce roman est lourdement critiquée par l'écrivain et critique Éric Chevillard. Astrid de Larminat, critique du Figaro littéraire, le qualifie de « moins ambitieux que le précédent », mais lui trouve « un charme mélancolique » et lui attribue quatre « cœurs » sur cinq.

### Carrière politique
À la demande du président Abdelaziz Bouteflika, il est nommé directeur du Centre culturel algérien de Paris en 2008, fonction à laquelle il a mis fin le 29 mai 2014, après qu'il eut parlé d'« absurdité » et de « fuite en avant suicidaire » à propos du quatrième mandat de Bouteflika.
Le 2 novembre 2013, il annonce être candidat à la prochaine élection présidentielle algérienne. Il a exclu tout éventuel parrainage d'un parti politique, et affirmé qu'il allait récolter les signatures nécessaires pour officialiser sa candidature. Selon son décompte, il ne recueille que 43 000 signatures sur les 60 000 nécessaires et échoue à déposer sa candidature auprès du Conseil constitutionnel avant la clôture,.
Lors du Festival du cinéma américain de Deauville 2022, il est membre du jury.

## Œuvres

### Sous le nom de Mohammed Moulessehoul
- Amen, 1984, à compte d'auteur, Paris (nouvelles)
- Houria, 1984, ENAL, Alger (nouvelles)
- La Fille du pont, 1985, ENAL (nouvelles)
- El Kahira - cellule de la mort, 1986, ENAL (roman)
- De l'autre côté de la ville, 1988, L'Harmattan, Paris (roman)
- Le Privilège du phénix, 1989, ENAL (roman)

### Sous le nom de plume de Yasmina Khadra
- Le Dingue au bistouri, 1990, Laphomic, Alger et 1999, Flammarion (J'ai lu 2001), Paris ; adapté en BD par Mohamed Bouslah, Alger 2009
- La Foire des enfoirés, 1993, Laphomic
- Morituri, 1997, Baleine, Paris, Trophée 813 du Meilleur polar francophone ; (Folio policier 2002) ; adapté au cinéma par Okacha Touita, 2007
- L'Automne des chimères, 1998, Baleine, Prix allemand du roman noir international (Folio policier 2001)
- Double blanc, 1998, Baleine (Gallimard, Folio policier 2000)
- Les Agneaux du Seigneur, 1998, Julliard (Pocket 1999), Paris
- À quoi rêvent les loups, 1999, Julliard (Pocket 2000)
- L'Écrivain, 2001, Julliard (Pocket 2003)
- L'Imposture des mots, 2002, Julliard (Pocket 2004)
- Les Hirondelles de Kaboul, 2002, Julliard (Pocket 2004) (France Loisirs 2003) ; adapté au théâtre en France, en Turquie, au Brésil, en Équateur ; en adaptation en film d'animation par Zabou Breitman. Le roman a touché plus de 600 000 lecteurs en France.
- Cousine K, 2003, Julliard (Pocket 2004)
- La Part du mort, 2004, Julliard (Gallimard, Folio policier 2005)
- La Rose de Blida, 2005, éd. Après la lune, Paris. (Sedia 2007)
- L'Attentat, 2005, Julliard (Pocket 2006) (Sedia, 2006) (France Loisirs 2006) ; adapté au cinéma sous le même titre par Ziad Doueiri, Grand Prix du festival international du film de Marrakech 2012, prix du Public à Toronto, prix spécial du Jury à San Sébastien, sortie en salle mondiale le 1er mai 2013 ; adapté en BD chez Glenat 2012 ; adapté au théâtre en Italie, en Algérie, en Afrique par Osmane Aledji (Benin), présenté au Rwanda, Burundi, Congo Brazzaville, dans les villes Mbuji Mayi, Kisangani, Lubumbabhi, Matadi, Bukavu en République Démocratique du Congo (deux autres adaptations au théâtre en France pour 2013). Le roman s'est vendu à plus de 750 000 exemplaires en France.
- Les Sirènes de Bagdad, 2006, Julliard (Sedia, Alger 2006) (Pocket 2007) (France Loisirs 2007)
- Le Quatuor algérien : Morituri, Double blanc, L'Automne des chimères, La Part du mort (en un seul volume, Gallimard, Folio policier 2008)
- Ce que le jour doit à la nuit, 2008, Julliard (Sédia, Alger, 2008) (Pocket 2009) (France Loisirs 2009) (Grand Livre du Mois, 2008) ; (Éditions de la loupe, 2009, en gros caractères) ; en audio (CD) 2008 ; adapté au cinéma par Alexandre Arcady, 2012) ; adapté à la danse, chorégraphie réalisée par la Compagnie Hervé Koubi, France (danse hip-hop, capoeira et danse contemporaine). Le roman s'est vendu à 1 million d'exemplaires en France.
- La Longue Nuit d'un repenti, 2010, Éditions du Moteur (réédition dans Six façons de le dire, ouvrage collectif (avec Nicolas d'Estienne d'Orves, Sophie Adriansen, Mercedes Deambrosis, David Foenkinos, Christophe Ferré), 2011, Éditions du Moteur)
- L'Olympe des infortunes, 2010, Julliard (Mediaplus-Constantine 2010) (Pocket 2011) (adapté au théâtre en France)
- Œuvres, t. 1, 2011, Julliard
- L'Équation africaine, 2011, Julliard ; Pocket 2012 ; France Loisirs 2012
- Les Chants cannibales, 2012, Éditions Casbah-Alger
- Algérie, éditions Michel Lafon (beau-livre, en collaboration avec le photographe Reza), 2012
- Les anges meurent de nos blessures, Julliard, septembre 2013
- Qu'attendent les singes, Julliard, 4 avril 2014, Paris ; Casbah, 6 avril 2014, Alger
- La Dernière Nuit du Raïs, Julliard, 2015
- Dieu n'habite pas La Havane, Julliard, 2016
- Ce que le mirage doit à l'oasis, Yasmina Khadra et Lassaâd Metoui, Flammarion, novembre 2017
- Khalil, Éditions Casbah et Julliard, 16 août 2018
- L’Outrage fait à Sarah Ikker, Éditions Casbah (2 mai 2019), Éditions Julliard (2 mai 2019)
- Le Sel de tous les oublis, (Julliard, août 2020), (Casbah Éditions, août 2020)  (ISBN 978-2-2600-5453-5)

1963, région de Blida, un jeune instituteur, Adem Naït-Gacem, quitté par son épouse, erre à la recherche de lui-même.
- Pour l'amour d'Elena, (Mialet Barrault, mars 2021)
- Les Vertueux, (Mialet Barrault et édition Casbah en Algérie 2022,  (ISBN 9782080257949) en France et en Algérie)
- Cœur d'amande, édition Mialet Barrault, 21 août 2024 (ISBN 978-2-0804-3260-5).

## Prix littéraires
Ceci est une liste non exhaustive de ses prix, en particulier français, pour lesquels l'œuvre de Yasmina Khadra a été récompensée.
Pour l'ensemble de son œuvre, l'Académie française lui a décerné le Grand prix de littérature Henri-Gal, Prix de l'Institut de France 2011.
- Le Sel de tous les oublis : prix Baobab de littérature 2021 (Côte d’Ivoire).
- Ce que le mirage doit à l'oasis (en collaboration avec le calligraphe Lassaad Metoui) : prix Méditerranée du livre d'Art 2019
- Khalil : Grand prix des Belles-Lettres à l'édition 2018 des Grands Prix des associations littéraires (Cameroun)[27]
- Ce que le jour doit à la nuit : prix Roman France Télévisions 2008 ; élu meilleur livre de l'année 2008 par Lire ; Prix des Lecteurs Corses (2009). Prix "Les Dérochères" (Canada 2010)  (ISBN 978-2260017585), Finaliste Prix de la Littérature Internationale (Berlin 2010)
- Les Sirènes de Bagdad (élu Meilleur livre français de l'année 2006 par le magazine Lire.
- L'Attentat : prix des libraires, Prix Tropiques, Prix Découverte Figaro Magazine, Grand prix des lectrices Côté Femme, Prix des lecteurs du Télégramme et Prix littéraire des lycéens et apprentis de Bourgogne. Prix Gabrielle-d'Estrées. Prix de la Jeune critique (Autriche 2006), Finaliste de l'International IMPAC Dublin Literatury Award 2008, Élu Meilleur Livre de l'année (Happenheim, Allemagne 2008), Prix Segalen des Lycéens d'Asie (Singapour 2009).  (ISBN 978-2260016939)
- Les Hirondelles de Kaboul : élu Meilleur Livre de l'année aux États-Unis par le San Francisco Chronicle et le Christian Science Monitor (États-Unis 2005), Finaliste de l'International IMPAC Dublin Literary Award 2006 ; Prix de Salon littéraire de Metz (2003) ; Prix des Libraires algériens (2003).  (ISBN 978-2260015963)
- La Part du mort : prix littéraire Beur FM Méditerranée : prix du meilleur polar francophone.  (ISBN 978-2260016441)
- Cousine K : prix de la Société des Gens de Lettres.  (ISBN 978-2260015970) (French Voices Award, États-Unis)
- L'Automne des chimères : prix du roman noir international (Allemagne).  (ISBN 978-2070409686)
- Morituri : trophée 813 du meilleur polar francophone
- Prix Pepe-Carvalho 2025, Espagne[28],[29]
- Prix La Casa Mediterraneo 2025[30]

## Accusations de plagiat
Son roman Le Privilège du phénix (1989) a été retiré des librairies lorsqu’il a été accusé de plagiat par son compatriote l'écrivain arabophone Tahar Ouettar à cause de la présence d'un personnage nommé Llaz, qui se trouve être le même personnage dans le roman Al Llaz (1974). C'est plusieurs années après, et seulement après l’avoir expurgé des passages incriminés et du personnage Llaz, que ce roman a été finalement publié. À ce propos, Yasmina Khadra a déclaré : 

« Le Privilège du phénix est un roman modeste, passablement géré et partiellement abouti. […] Parallèlement, le roman avait été bloqué (interdit d'édition) pendant six ou sept ans par un gourou-écrivain qui s'est estimé plagié à cause du personnage de Llaz. De toute évidence, le manuscrit était destiné au pilon. Notre écrivain offensé était, semblait-il, très en colère contre moi. J’avais beau essayer d’assagir le malentendu, à l’ENAL, on affichait la même mine obtuse. De guerre lasse, et pour sauver mon projet, j’ai dû revoir ma copie avec une paire de ciseaux à l’appui. »

À nouveau, en 2009, pour son roman Ce que le jour doit à la nuit (2008), il est accusé d’avoir pillé le récit de son compatriote Youcef Dris, sans citer ce dernier et en maquillant le pillage quasi intégral du récit par la substitution et l’ajout de certains mots, lieux et événements. Ces accusations sont écartées par Rachid Mokhtari : 

« Qu’entre Amélie et Emilie, il y a ce soupçon phonétique qui fonde ce plagiat, cela prête à rire. Faut-il également relever la différence des genres des deux livres. Le récit Les Amants du Padovani de Youcef Dris est court et d’aucuns y verraient une histoire d’amour isolée de la grande histoire tragique tandis que Ce que le jour doit à la nuit est une saga historique où la fiction prend tous ses reliefs dans une énergie narrative qui caractérise les romans de Yasmina Khadra. Les deux écrits ont chacun leur vérité, leur beauté, leur style et leur histoire. Ils sont ainsi divergents dans leur esthétique. Yasmina Khadra a-t-il donc plagié Youcef Dris ? Que n’a-t-on pas dit sur cette même accusation de Rachid Boudjedra, du marocain Tahar Ben Jelloun ! Il appartient à une recherche universitaire sérieuse, s’appuyant sur l’analyse lexico-sémantique, intertextuelle des deux textes de relever des traces avérées ou non de plagiat. »

## Adaptations de ses œuvres

### Au cinéma
- Morituri, par Okacha Touita, coproduction algéro-française, 2007
- Ce que le jour doit à la nuit, par Alexandre Arcady, production française, 2012
- L'Attentat[35], par Ziad Doueiri, production américano-européenne, 2013 ; Grand prix du festival de Marrakech, interdit par la Ligue arabe dans tous les pays arabes
- Les Hirondelles de Kaboul, film d'animation, réalisé par Zabou Breitman et Éléa Gobbé-Mévellec ; sélectionné au festival de Cannes 2019, dans la section Un certain regard.

### Au théâtre
- Les Hirondelles de Kaboul (France, Turquie, Brésil, Équateur)
- Cousine K (France)
- L'Attentat ( Algérie, Afrique francophone sub-saharienne)
- Les Sirènes de Bagdad (France)
- L'Olympe des Infortunes (France).
- L'Attentat (France, Belgique, Italie, Allemagne)
- La Dernière Nuit du Raïs (Italie, RDC)

### En bandes dessinées
- Le Dingue au bistouri (Algérie)
- L'Attentat, scénario de Loïc Dauvillier, dessins de Glen Chapron (Glénat, France), 2012[36]  (ISBN 9782723482547)

### En chorégraphie
- Ce que le jour doit à la nuit (par la Compagnie Hervé Koubi)

### Théâtre de marionnettes
- Les Hirondelles de Kaboul (France, Avignon 2013)

## Distinctions
- Médaille de Vermeil de l'Académie française[37]
- Chevalier de la Légion d'honneur (France)[38]
- Officier de l'Ordre des Arts et des Lettres (Ministère la Culture, France)
- Campus de Cristal (Haute école de la province de Liège, Belgique)
- Newsweek Awards (Newsweek Magazine, Koweït, 2005)[39]
- Trophée del Sur (Iles Canaries, Espagne)
- Médaille de la ville de Vitrolles[40]
- Trophée Sans frontières
- Grand Prix de Littérature Henri Gal (Académie Française/Institut de France, 2011)[41]
- Time for Peace Litteratury Award (États-Unis, 2012)
- Médaille de la ville de Vanves (2012)
- Médaille de la Reconnaissance culturelle (Aïda, Association internationale de la Diaspora algérienne 2013)
- Citoyen d'honneur de la ville de Palerme (Sicile, Italie) Nommé par le maire Leoluca Orlando, 2017
- Citoyen d'honneur de la ville de Pordenone (Italie).
- Médaille d'honneur or de la ville de Puteaux, remise par Mme le maire Joëlle Ceccaldi-Raynaud, 2019
- Prix d'honneur Makomi 2018 (république démocratique du Congo)
- Prix Pepe-Carvalho, 2025[42]